# 塔斯馬尼亞灰柔鯧
塔斯馬尼亞灰柔鯧為輻鰭魚綱鱸形目鯧亞目長鯧科的一個種，分布於南半球溫帶海域，棲息深度可達850公尺，體長可達67公分，幼魚及亞成魚棲息在表層水域，成瑜則棲息在深水域，屬肉食性。